# 앤서니 파니치
앤서니 파니치이탈리아어: Antonio Genesio Maria Panizzi, 영어: Sir Anthony Panizzi, 1797년 9월 16일 ~ 1879년 4월 8일)은 이탈리아 태생의 영국인 사서이자, 사회운동가, 이탈리아어학자이다. 대영 도서관의 전신인 대영 박물관 부속 도서관을 재정비하여 도서관의 대중화에 기여하였다.

## 생애
모데나 공국의 브레셸로에서 태어난 앤서니 파니치는 1818년에 파르마 대학교에서 법학을 공부하고, 당시 이탈리아반도 전역에서 활발하게 전개되던 이탈리아 통일운동에 관련된 비밀결사에 가입하였다. 그러나 그는 당시 모데나 공국의 공작이던 프란체스코 4세의 통치에 반대하는 운동에 가담한 혐의로, 모데나 공국의 영토에서 추방되어 1822년에 스위스로 망명하였다. 그러나 여기서도 프란체스코 4세와 그가 속한 합스부르크가의 전제 정치에 반대하는 글을 써서 출판했다는 이유로, 1823년에 모데나 공국의 압력을 받은 스위스 정부에 의해 스위스에서 추방당해 영국으로 망명해야 했다.
1823년에 영국에 정착한 앤서니 파니치는 런던 대학교 교수로 임용되어, 이탈리아어와 문학을 가르쳤다. 얼마 지나지 않아, 저조한 인기로 그의 강좌가 폐쇄되자, 앤서니 파니치는 대영 도서관의 전신인 대영 박물관 부속 도서관의 사서로 근무한다. 1856년에는 대영 도서관의 관장이 되었고, 이때 그는 도서관의 대중화를 위해 도서 목록을 도서관 이용자의 편의에 맞게 수정하거나, 열람실의 책상을 원형의 탁자로 바꾸는 등의 작업을 하였다. 이때의 공로로 1859년에 옥스퍼드 대학교로부터 명예 박사 학위를 받았고, 프랑스 정부로부터 레지옹 도뇌르 훈장을 받았다. 1868년에는 신생 국가이던 이탈리아 왕국의 국왕 비토리오 에마누엘레 2세로부터 이탈리아 의회의 상원 의원으로 임명되었으나, 이를 거절하였다. 그리고 1869년에는 영국의 빅토리아 여왕으로부터 바스 훈장 2등급(KCB)을 받아 기사 작위에 서임되었다.
1879년에 런던의 자택에서 사망하였고, 세인트 메리즈 로마 가톨릭 교회 묘지에 매장되었다.